# Châtillon (Hauts-de-Seine)
Châtillon ist eine französische Stadt mit 36.224 Einwohnern (Stand 1. Januar 2022) südwestlich von Paris im Département Hauts-de-Seine der Region Île-de-France. Sie ist sieben Kilometer vom Pariser Stadtzentrum entfernt. Nachbargemeinden sind Bagneux, Clamart, Fontenay-aux-Roses, Malakoff und Montrouge.
Die Gemeinde hieß ursprünglich Châtillon-sous-Bagneux.
Über die Station Châtillon - Montrouge der Métrolinie 13 ist die Stadt mit dem öffentlichen Nahverkehrsnetz im Großraum Paris verbunden.
Châtillon ist einer der bürgerlichen und wohlhabenden Vororte von Paris. Die Bausubstanz wird von älteren Einfamilienhäusern und neuen Apartmentgebäuden dominiert, dazu kommen Gewerbeflächen wie das Technicentre Atlantique SNCF Entretien TGV, das Wartungszentrum für die TGV-Linien zwischen Paris und dem Westen Frankreichs, das sich an der Grenze zu den Gemeinden Montrouge und Bagneux befindet. Nur im Norden des Gemeindegebiets befinden sich Wohnblocks, die als sozialer Brennpunkt einzustufen sind.
Châtillon verfügt über drei katholische und eine protestantische Kirche, eine Synagoge und eine Moschee. Bürgermeister ist seit 1983 Jean-Pierre Schosteck, der der konservativen UMP angehört.

## Baudenkmäler
Siehe: Liste der Monuments historiques in Châtillon (Hauts-de-Seine)

## Städtepartnerschaften
Partnerschaftliche Beziehungen bestehen zu den auch untereinander verschwisterten Städten
- Genzano di Roma in Latium, Italien
- Merseburg in Sachsen-Anhalt, Deutschland

sowie zu
- Aywaille, Provinz Lüttich, Belgien

## Söhne und Töchter der Stadt
- Albert Vidalie (1915–1971), Schriftsteller
- Jean-Noël Thorel (* 1947), Biologe, Apotheker und Pokerspieler